# Meibergdreefmetrobrug
De Meibergdreefmetrobrug (brug 9096) is een bouwkundig kunstwerk in Amsterdam-Zuidoost. Ze draagt samen met de Nieuwegeinmetrobrug en de Meibergpadmetrobrug het deel van Station Amsterdam Holendrecht dat perrons heeft aan de Amsterdamse metro en genoemd station.
Ter plaatse van het viaductenstelsel reden jarenlang treinen op het traject Station Amsterdam Centraal en Station Utrecht Centraal op maaiveldniveau tussen de landerijen. Naast het spoor liep voorts een landweg. Wanneer eenmaal een besluit is genomen voor de aanleg van de Amsterdamse metro wijzigt de situatie compleet. Het spoor, dat ten westen van de weg loopt, wordt oostwaarts verplaatst waar het op een dijklichaam wordt geprojecteerd. Een aan te leggen kilometerslang dijklichaam dat het landschap doorsnijdt zal zowel het spoor als de Geinlijn gaan dragen; een gezamenlijk project van de Nederlandse Spoorwegen en het GVB Amsterdam. Een van de hoofdverkeersroutes in Amsterdam-Zuidoost (Holendrechtdreef) krijgt een aansluiting op de landweg. Om die toegang open te houden worden drie viaducten gebouwd. Het westelijke viaduct gaat het spoor en metro zuidwaarts dragen, het middelste draagt het metroperron en het oostelijke draagt het spoor en metro noordwaarts, de treinen reden daarbij aan de buitenzijde, de metro’s aan de binnenzijde. Door ze zo aan te leggen kon bij de bouw van het metrostation gebruik gemaakt worden van een centraal gelegen perron. De bouw begon rond 1970, het metrostation werd geopend op 14 oktober 1977. Metrostation en kunstwerken daaromheen werden als totaalproject ontworpen door Sier van Rhijn en Ben Spängberg van de Dienst der Publieke Werken, hier in overleg met de NS.
Al tijdens de bouw van het complex kreeg de Holendrechtdreef een verlengstuk naar het westen (de landweg verdween helemaal). Dat verlengstuk kreeg in 1975 de naam Meibergdreef met als bekendste gebouw het Academisch Medisch Centrum.
Amsterdam Zuidoost kreeg dermate veel inwoners dat een metrostation alleen niet meer voldeed. Rond 2004 werd begonnen met de bouw van Station Amsterdam Holendrecht met extra treinsporen. Voor de sneltreinen die er niet stoppen kwamen spoorbruggen aan de buitenzijde van het complex. Voor de stoptreinen werden aan de oorspronkelijke bruggen perrons gemonteerd die aparte brugpijlers kregen (zij zijn te herkennen aan de piramidevorm).
Het viaduct kreeg pas in 2017 haar naam, een vernoeming naar de onderliggende dreef. De viaducten geven overigens geen toegang vanaf de dreef naar de perrons.

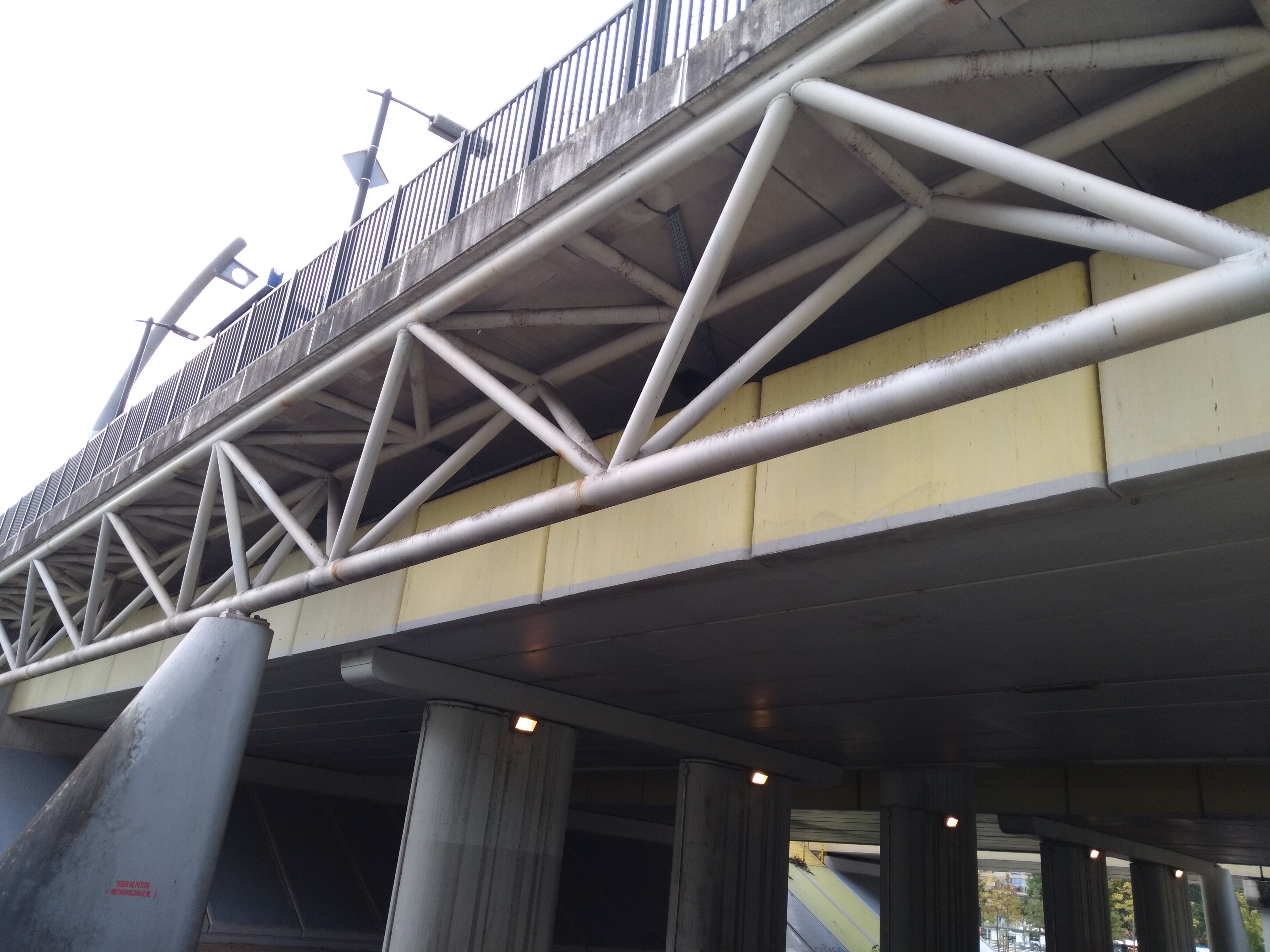
Constructie voor dragen spoorperrons aan Meibergmetrobrug (september 2021)

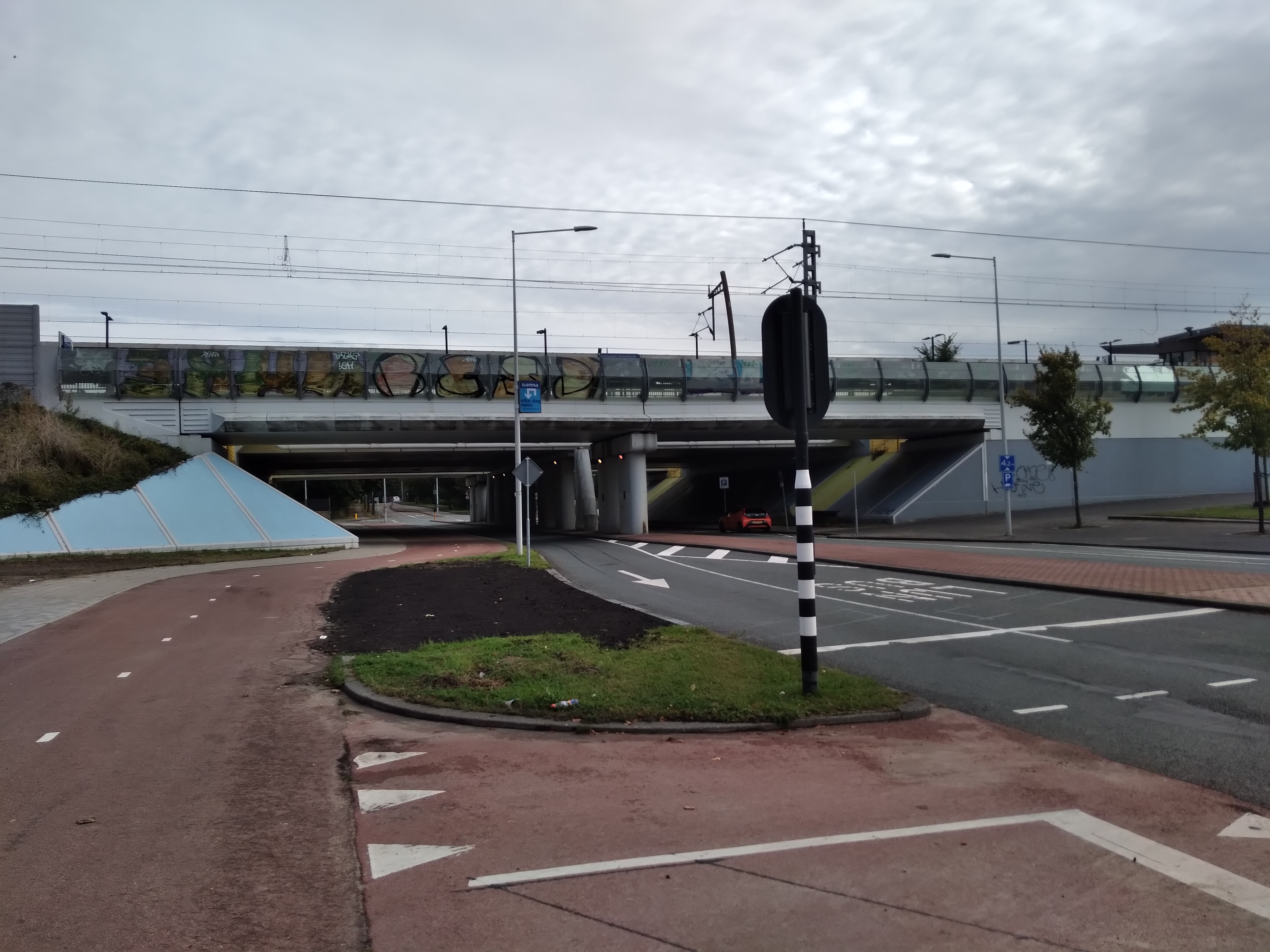
Zijaanzicht van het complex met als eerste de spoorbrug uit 2004 (september 2021)